# Destiny 2
Destiny 2 ist ein Mehrspieler-Computerspiel, entwickelt von Bungie und veröffentlicht von Activision. Bungie und Activision wurden im Jahre 2019 unabhängig voneinander. Der Ego-Shooter ist ein reines Onlinespiel und wurde für die PlayStation 4 und die Xbox One am 6. September 2017 veröffentlicht. Die Version für Microsoft Windows wurde am 24. Oktober 2017 veröffentlicht. Außerdem erschien das Spiel für Google Stadia, Xbox Series X und S sowie die PlayStation 5. Destiny 2 ist der Nachfolger des 2014 erschienenen Destiny.
Die Spielewelt ist eingebettet in ein Science-Fiction-Szenario. Jeder Spieler schlüpft in die Rolle eines sogenannten Hüters, Beschützer der letzten verbliebenen sicheren Stadt auf der Erde. Die Hüter nutzen eine als „Licht“ bezeichnete Macht, um die Stadt vor verschiedenen außerirdischen Rassen zu verteidigen. Eine dieser Rassen, die sogenannten Kabale und angeführt von „Dominus Ghaul“, greifen zu Beginn des Spiels die Stadt an und berauben die Hüter ihrer Macht. Der Spieler startet mit der Reise, diese Macht zurückzugewinnen und Ghaul samt seiner „Rotlegion“ zu besiegen und die letzte Stadt zurückzuerobern.
Wie schon im ersten Teil des Spiels sind die Handlungen von Destiny 2 in Spieler-gegen-Spieler- (PvP) und Spieler-gegen-Umgebung-Aktivitäten (PvE) aufgeteilt. Zusätzlich zu den klassischen Story-Missionen, in denen die Handlung des Spiels verfolgt wird, enthält Destiny 2 im PvE-Modus sogenannte „Strikes“ für Gruppen aus drei Spielern und „Raids“ für sechs Spieler. Hierbei werden willkürlich gewählte Story-Missionen in verschiedenen Schwierigkeits-Graden gespielt. Weiterhin gibt es auf den verschiedenen Planeten unterschiedliche Events und Aktivitäten mit Nicht-Spieler-Charakteren (NPC). Sogenannte Kompetitiv-Modi, die dem PvP-Prinzip nachempfunden sind, enthalten sowohl zielbasierte Typen als auch klassisches Deathmatch.

## Handlung des Story-Modus
Ein Jahr nach dem Ende der SIVA-Krise starten Kabale der Rotlegion einen vollständigen Flächenangriff auf die letzte Stadt und zerstören den oberen Teil des Turms. Der Hüter und sein zu Beginn des Spiels als Begleiter vorgestellter Geist, helfen der Vorhut (Commander Zavala, Ikora Rey und Cayde-6) die Bevölkerung zu evakuieren. Während des Angriffs befestigt das Angriffsschiff des Kommandanten der Kabale, Dominus Ghaul, ein großes Gerät am sogenannten „Reisenden“ (eine über der Erde schwebende, mysteriöse Kugel, welche inaktiv scheint) um das spezielle Element „Licht“ abzuziehen. Aus diesem Element zieht der Hüter ebenfalls seine Kraft. Der Hüter verliert dabei seine Macht und entkommt Ghaul nur mit knapper Not. Nach zwei Tagen Bewusstlosigkeit wacht der Hüter auf und lokalisiert seinen Begleiter und die zwei Ausgänge aus der Stadt. Anschließend folgt er mithilfe von Suraya Hawthorne, einem Menschen, welcher außerhalb der Stadt wohnt und Flüchtlingen hilft, zum letzten sicheren Ort in der Europäischen Todeszone (ETZ), genannt „die Farm“.
Der Hüter folgt einer Vision und begegnet einem Bruchstück des „Reisenden“ in einem versteckten Wald in der Europäischen Todeszone. Der Geist interagiert mit dem Stück und stellt die Macht des Lichts in sich wieder her. Durch diese Interaktion stellt der Geist ebenfalls die Macht des Hüters wieder her. Nachdem dieser eine Abfolge von Missionen für Hawthorne und Devrim Kay, ebenfalls ein Mensch, abschließt, in der die Langstreckenkommunikation wiederhergestellt wird, erreicht den Hüter eine Nachricht von Commander Zavala, in dem die überlebenden Hüter auf den Saturnmond Titan gerufen werden, um eine Gegenoffensive aufzubauen. Es stellt sich heraus, dass Ghaul den Ältesten der Hüter („den Sprecher“) gefangen genommen hat und versucht, einen Nutzen aus der Kraft des „Reisenden“ zu ziehen und sich das Wissen über das „Licht“ anzueignen.
Der Hüter reist zur ehemaligen Kolonie der Menschen auf dem Mond Titan. Dort erfährt er, dass die Kolonie von der Schar überrannt wurde. Nach der Erfüllung von Aufgaben für den Vizekommandeur Sloane ist die Kolonie wiederhergestellt und der Hüter wird von Zavala beauftragt, Informationen über die Kabale zu beschaffen. Es stellt sich heraus, dass die Rotlegion, als Antwort auf den zwei Jahre zuvor vom Himmelsbrenner Regiment gesendeten Notruf, zur Milchstraße geschickt wurde. Der Hüter findet weiterhin heraus, dass Ghaul bisher ungeschlagen ist und eine Superwaffe namens „Allmacht“ besitzt, einer Raumstation mit der Fähigkeit, Sterne zu zerstören. Der Stern jeder Lebensart, das den Kabal-Regeln im System widerstand, wurde zerstört. Ghaul befiehlt unterdessen dem „Sprecher“, ihm zu sagen, wie er mit dem „Reisenden“ kommunizieren könne. Der Hüter lässt Ghaul lediglich wissen, dass dieser niemals der Macht des Lichts würdig sei und der „Reisende“ ihn niemals als würdig ansehen würde. Ungeachtet dessen verzichtet Ghaul darauf, den „Sprecher“ zu töten, um ihn unter Folter dazu zu bringen, ihm mitzuteilen, wie er mit dem „Reisenden“ kommunizieren könne. Commander Zavala trägt dem Hüter auf, Ikora Rey und Cayde-6 zu helfen einen Gegenangriff zu starten, um die Kontrolle über die letzte Stadt wiederzuerlangen.
Der Hüter findet den Aufenthaltsort von Cayde auf dem Planeten Nessus, wo dieser nach Vex-Technologie zur Verwendung gegen die Rotlegion sucht und Ikora auf dem Jupitermond Io, welche nach Antworten auf den mysteriösen „Reisenden“ sucht. Wieder zusammen auf der Farm stellt das Team fest, dass der erste Schritt für den Gegenangriff die Zerstörung der Superwaffe der Roten Legion sein muss, um zu verhindern, dass diese das Sonnensystem zerstören, sollten sie keinen anderen Ausweg finden. Dem Hüter gelingt es, einen Kabaloffizier zu töten und so an Geheimcodes für den Zutritt zu einem der Schiffe zu gelangen. Mit diesem Schiff hat der Hüter die Möglichkeit, auf die Raumstation der Allmacht zu gelangen und diese mitsamt der Station zu zerstören. Währenddessen empfiehlt der Mentor Ghauls diesem, sich das Licht einfach zu nehmen. Ghaul widerstrebt dieser Ratschlag, bis sein Mentor den „Sprecher“ tötet. Anschließend nimmt Ghaul das Licht an sich und ermordet seinen Mentor in einem Wutanfall.
Der Hüter kehrt anschließend zur Erde zurück, um den Gegenangriff zu unterstützen. Nach einer kurzen Besprechung mit Cayde, Ikora, Zavala und Hawthorne infiltrieren sie das Kommandoschiff von Ghaul und versuchen damit den „Reisenden“ zu retten. Ghaul nimmt gewaltsam das Licht, korrumpiert es und nutzt dessen Macht gegen den Hüter. Dieser wehrt den Angriff aber erfolgreich ab und tötet Ghaul. Doch Ghaul eignet sich dennoch Macht an und verwandelt sich in eine riesige Form seiner selbst und spricht so direkt zum „Reisenden“. Während er zum Hohn spricht, erwacht dieser und zerstört Ghaul. Durch diesen Angriff sendet er eine massive Schockwelle über den gesamten Planeten und stellt das Licht wieder her. Durch die Schockwelle werden ebenso alle nahen Einheiten der Roten Legion vernichtet. Das Spiel endet anschließend mit einem Voiceover des „Sprechers“, welcher an die Macht des Lichts erinnert und diejenigen warnt, die versuchen, die Macht aufzuhalten oder zu kontrollieren.

## Erweiterungen

### Fluch des Osiris
Die erste Erweiterung Fluch des Osiris erschien am 5. Dezember 2017. Der ausgestoßene Hüter Osiris hat sich von Merkur mit seiner ehemaligen Schülerin Ikora Rey in Verbindung gesetzt und die Vorhut von einer Gegneransammlung auf dem Planeten informiert. Damit steht der Planet dem Hüter zur Erkundung offen und es gilt, der Gegneransammlung auf den Grund zu gehen. Neue Charaktere sind Osiris sowie der aus dem ersten Teil wiederkehrende blinde Bruder Vance.

### Kriegsgeist
Die zweite Erweiterung Kriegsgeist erschien am 8. Mai 2018 und öffnete eine neue Missionsreihe auf dem Planeten Mars. Dort hat die Schockwelle des „Reisenden“ begonnen, die Polarkappen zu schmelzen und hat dabei neben dem namensgebenden Kriegsgeist Rasputin eine Scharfaktion sowie deren Anführer, Nokris, und einen Schar-Gott, Xol, befreit. Ziel der Handlung ist es, zu verhindern, dass der Kriegsgeist durch die Schar zerstört wird. Neue Charaktere sind der Kriegsgeist Rasputin sowie die Nachfahrin des Erfinders Rasputins, Ana Bray.

### Forsaken
Die Erweiterung Forsaken erschien am 4. September 2018 und handelt von einem durch die Dunkelheit korrumpierten Erwachten namens Uldren Sov. Dieser befreit die Barone des Hohns aus dem Gefängnis der Alten, um sie für seine Pläne verwenden zu können. Die erneute Einkerkerung gelingt jedoch nicht und Cayde-6 stirbt durch die Hand Uldrens.
In der Wirrbucht, einem Planeten, der durch Asteroiden nahezu vollkommen verwüstet wurde, schart Uldren nun die bösartigen Barone um sich. Diese folgen dem Anführer der neuen Gegnerrasse Hohn, Fikrul, welcher wiederum Uldren wie einem Vater folgt und ihn auch so anspricht. Die Hohn sind dabei tote „Gefallene“, welche durch korrumpierten Äther wieder zum Leben erweckt wurden. Die Aufgabe, vor die der Hüter nun gestellt wird, lautet, Cayde-6 zu rächen, indem Uldren Sov getötet wird. Dieser Teil dient gleichzeitig als Hintergrund für einen Raid (nicht gleichzusetzen mit Dungeons), in welchem der Hüter eine uralte Kreatur namens Riven, welche mithilfe von Uldren versuchte, die letzte Stadt zu vernichten, besiegen muss.
Mit dem Forsaken-Update wurde zum einen das maximale Spieler-Level auf 50 und zum anderen das Power-Level auf 600 erhöht. Auch sind neue Raids, Waffen, Rüstungen, Kosmetikgegenstände, Strikes, Story-Missionen, Planeten, Personen, und Kompetitiv-Modus-Maps hinzugekommen.
Seit 2022 sind die Inhalte der Forsaken-Kampagne und die Wirrbucht nicht mehr Bestandteil des Hauptspiels und somit nicht mehr zugänglich.

### Festung der Schatten (Shadowkeep)
Am 1. Oktober 2019 erschien die Erweiterung Shadowkeep (dt. Festung der Schatten), womit gleichzeitig die achte Season von Destiny 2 begann. Es handelt sich dabei um die erste Erweiterung, die Bungie eigenverantwortlich nach der Trennung von Activision entwickelt hat. Sie soll als die Grundlage für weitere Entwicklungen dienen, die mindestens bis zur nächsten großen Erweiterung Jenseits des Lichts Ende 2020 reichen. Die Deluxe-Version bietet einen integrierten Seasonpass, doch können die jeweiligen Seasons später separat erworben werden. Festung der Schatten bietet neben Balanceänderungen, neuen Schauplätzen, Waffen, Gegenständen und zusätzlichen Multiplayererweiterungen auch ein neues Handlungskapitel, das auf dem Mond spielt. Auf dem Mond wird eine alte Bekannte aus dem ersten Teil von Destiny, Eris Morn, wieder angetroffen.

### Jenseits des Lichts (Beyond Light)
Am 10. November 2020 (verlegt vom 22. September 2020 aufgrund des COVID-19-Ausbruchs) erschien die Erweiterung Beyond Light (dt. Jenseits des Lichts), in welcher der Spieler den seit bevor der Veröffentlichung des ersten Teils geplanten Jupitermond Europa erkundet. Außerdem macht sich der Spieler die bis dato als „böse“ eingestufte „Dunkelheit“ zunutze und verwendet sie in Form des Elements Stasis zusätzlich zum „Licht“ im Kampf. Wiederkehrende Charaktere sind Eris Morn, der Drifter sowie die aus Destiny 1 zurückkehrenden Variks und die Fremde Exo. Die Handlung dreht sich um die Bekämpfung einer „Gefallenen“-Gruppe, welche sich ebenfalls die „Dunkelheit“ zunutze macht.
Mit Erscheinen der Erweiterung wurden zudem manche bereits veröffentlichte Inhalte aus dem Spiel entfernt und in den „Destiny Content Vault“ (DCV) verlagert, welcher ebenfalls sämtliche Inhalte aus Destiny 1 beinhaltet. Der DCV dient dabei als Lagerungsort für wenig gespielte Aktivitäten und alte Inhalte. Er wurde von Bungie geschaffen, da das Spiel schwer instand zu halten war und wenig innovativ schien. Aktivitäten und Zielorte sollen regelmäßig in den DCV verlagert bzw. aus dem DCV in das Spiel gebracht werden. Zu den Inhalten, welche direkt eingelagert wurden, zählten unter anderem die „die Rote Schlacht“-Kampagne sowie die ersten beiden Erweiterungen. Seit 2022 gilt dies auch für Forsaken (siehe oben).

### Die Hexenkönigin (The Witch Queen)
Am 22. Februar 2022 (verlegt von Ende 2021 aufgrund der COVID-Pandemie) erschien die Erweiterung The Witch Queen (dt. Die Hexenkönigin), in der der Spieler gegen die Hexenkönigin Savathûn antritt (die Schwester des Besessenenkönigs Oryx, der aus Destiny 1 bekannt ist), die eine Meisterin der Manipulation ist. Es war ihr zuvor gelungen, die Vorhut zu infiltrieren und den Hütern das Licht zu stehlen, das sie nun für ihre Zwecke benutzte. Als neuer Schauplatz kam Savathûns Thronwelt hinzu. Des Weiteren wurde unter anderem ein neues Waffen-Crafting eingeführt und mit der Glefe ein neuer Waffentyp.

### Lightfall
Am 28. Februar 2023 ist die Erweiterung Lightfall erschienen, die am neuen Schauplatz auf dem Neptun spielt, der futuristischen Metropole Neomuna. Dort fungieren die kybernetisch verbesserten Curruli als Beschützer. Die Dunkelheit, angeführt vom mysteriösen „Zeugen“, beginnt mit dem finalen Angriff auf das Sonnensystem, wobei der korrumpierte ehemalige Kabal-Imperator Calus mit seinen Schattenlegionen als Werkzeug des Zeugen fungiert. 
Mit Lightfall werden zahlreiche Veränderungen am Spiel vorgenommen. So wurde als fünftes Element (neben Arkus, Leere, Solar und Stasis) nun Strang eingeführt, ebenso kam neue Ausrüstung hinzu. Des Weiteren wurde unter anderem der Schwierigkeitsgrad allgemein angehoben (so ist etwa in Endspielaktivitäten der Gegner nun stets um verschiedene Powerpunkte stärker als der Spieler), das Mod-System sowie Waffencrafting ist überarbeitet worden und Loadouts wurden eingeführt.

## Spielmechanik
Ebenso wie der Vorgänger ist Destiny 2 ein Ego-Shooter, welcher aus Rollenspielen und MMOs bekannte Elemente enthält. Es handelt sich im Kern um einen sogenannten Loot Shooter. Im Unterschied zum Vorgänger, bei dem lediglich Kommunikationsmöglichkeiten mit anderen Spielern bestand, die durch das System zugeteilt wurden (sogenanntes Matchmaking), kann in Destiny 2 mit sämtlichen Spielern der Spielwelt kommuniziert werden. Zusätzlich wird in Destiny 2 das System zur Spielersuche erweitert: Der Spieler kann mittels des „Guided Games“ genannten Systems nach anderen Spielern oder Clans suchen, die zusätzliche Hilfe bei verschiedenen Aktivitäten, wie Raids oder Strikes, benötigen. Wie schon im ersten Destiny teilen sich die Spieltypen in „Spieler-gegen-Umgebung“ (PvE) und „Spieler-gegen-Spieler“ (PvP) auf.

### Charakterfortschritt und -klassen
Bei Veröffentlichung konnte der Spielcharakter ähnlich wie im Vorgänger durch Erfahrungspunkte verbessert werden. Sobald eine bestimmte Anzahl an Erfahrungspunkten gesammelt wurde, stieg der Charakter im Level auf und erhielt dadurch verbesserte Werte und größere Stärke in Kämpfen. Aufgaben (sogenannte „Quests“), unter anderem die Hauptgeschichte, sind bestimmte Aufträge, die der Spieler von computergesteuerten Einheiten (NPC) erhält, welche als Belohnung für dessen Erfüllung Erfahrungspunkte vergeben. Durch das Abschließen der Hauptaufgaben schreitet der Spieler in der Geschichte von Destiny 2 voran.
Nachdem der Charakter das durch Erfahrungspunkte maximale Level 50 erreicht hatte, besteht der weitere Fortschritt darin, den Power-Level durch Ausrüstung weiter zu erhöhen. Der Spieler hat verschiedene Möglichkeiten, Ausrüstung zu bekommen, so zum Beispiel durch Raids oder Events im Spiel. Jede der drei Waffenklassen und jedes der fünf Rüstungsstücke haben ein eigenes Power-Level. Der Power-Level des Charakters errechnet sich aus dem Durchschnitt dieser einzelnen Levels. Je höher das Level des Charakters war, desto höher konnte der Power-Level der erhaltenen Ausrüstung sein. Ein höheres Power-Level erhöht die Angriffs- und Verteidigungsstärke des Charakters. Das höchste mögliche Ausrüstungs-Power-Level vor Veröffentlichung von „Jenseits des Lichts“ ist 1060. Im Unterschied zu den im Original verwendeten festen Waffenklassen sind die Waffen in Destiny 2 in die Slots Kinetik-, Energie- und Powerwaffen sowie in die Art Primär-, Spezial- und Powerwaffen eingeteilt. Waffen mäßigen Schadenpotenzials werden als Primärwaffen eingestuft, während Waffen höheren Schadenpotenzials als Spezialwaffen eingestuft werden. Diese Waffen können sowohl im Kinetik- als auch im Energieslot liegen. Powerwaffen stellen das höchste Schadenspotenzial dar und liegen in einem eigenen Slot.
Mit der Veröffentlichung der Erweiterung Festung der Schatten startet jeder neue Charakter auf dem Maximallevel und mit Lichtlevel 750, da das Erreichen eines für Endgame-Aktivitäten ausreichenden Power-Levels von Bungie als zu aufwendig eingestuft wurde. Erfahrungspunkte werden stattdessen im Saisonpass-System verwendet, wobei 100.000 Punkte einem Rang entsprechen. Es gibt einen kostenlosen und einen kostenpflichtigen Belohnungstrack, wobei bestimmte Kosmetikelemente auf den kostenpflichtigen Track beschränkt sind. Außerdem zählen die Erfahrungspunkte für das neue saisonale „Artefakt“, welches bei bestimmten Punkten neue Ausrüstungsmodifikatoren freischaltet, sowie in steigenden Abständen den „Powerbonus“ erhöht. Dieser erhöht das Power-Level um eine feste Zahl und wird bei Bestimmung des Levels erhaltener Ausrüstung sowie im PvP ignoriert.
Destiny 2 beinhaltet die gleichen drei Klassen wie der Vorgänger. Es wurden keine weiteren Klassen hinzugefügt. Jeder Charakter besitzt seine eigenen Fähigkeiten, Aufwertungen und drei Unterklassen. Mit diesen Unterklassen kann der Spieler seinen Spielstil anpassen. Nach der Auswahl der Klasse wählt der Spieler eine von drei Rassen: Mensch, Erwachter (eine Art Nachfolger des Menschen) oder Exo (humanoide Maschinen). Anschließend besteht die Möglichkeit zum Anpassen des Aussehens des Charakters wie der Hautfarbe oder dem Geschlecht. Diese Anpassungen haben keinen Einfluss auf das Spiel und sind rein kosmetischer Natur. Der Spieler kann bis zu drei Charaktere erstellen, somit kann jede Klasse mindestens einmal gespielt werden.
- Die „Jäger“-Klasse beinhaltet die bereits im Vorgänger vorhandene Unterklasse „Revolverheld“ mit der Spezialfähigkeit „Golden Gun“ (deutsch: „Goldene Kanone“)[20] und die auf dem Element „Leere“ basierenden „Nachtpirscher“ aus der Destiny-Erweiterung The Taken King, mit der Spezialfähigkeit „Shadowshot“ (deutsch: „Schattenschuss“). Beide Klassen besitzen merkbare Spielstilunterschiede. Die dritte Klasse des Jägers ist der auf dem Element „Arkus“ aufbauende „Arkusakrobat“ mit seiner Spezialfähigkeit „Arc Staff“ (deutsch: „Arkusstab“).[19]
- Die Klasse des „Warlock“ besitzt die Unterklasse des „Leerenläufers“ aus dem ersten Teil mit seiner Spezialfähigkeit „Nova Bomb“ (deutsch: „Novabombe“). Ebenso wie beim Jäger wurde die Unterklasse „Sturmbeschwörer“ (Element Arkus) mit seiner Spezialfähigkeit „Stormtrance“ (deutsch: „Sturmtrance“) aus der Erweiterung The Taken King übernommen. Beide Klassen erhielten für Destiny 2 mehrere Anpassungen. Die neue Unterklasse des Warlocks für Destiny 2 ist die auf dem Element „Solar“ basierende „Dämmerklinge“ mit der neuen Spezialfähigkeit „Daybreak“ (deutsch: „Morgendämmerung“).
- Die „Titan“-Klasse enthält die aus dem ersten Destiny übernommene Unterklasse „Stürmer“ (Element „Arkus“) mit seiner Spezialfähigkeit „Fists of Havoc“ (deutsch: „Chaosfäuste“) und die aus der Destiny-Erweiterung übernommene Klasse „Sonnenbezwinger“ (Element „Solar“) mit seiner Spezialfähigkeit „Hammer of Sol“ (deutsch: „Hammer von Sol“). Die neue Unterklasse ist der auf der Leere basierende „Sentinel“ mit seiner neuen Spezialfähigkeit „Sentinel Shield“ (deutsch: „Sentinel-Schild“).

### Spieler-gegen-Umgebung (PvE)
Wie im ersten Destiny liegt auf diesem Spieltyp das Hauptaugenmerk des Spiels. Es gibt verschiedene erkundbare Zonen (z. B. die „Europäische Todeszone“ auf der Erde oder der Jupitermond Europa). In Destiny 2 gibt es ebenso während der Kampagne einen neuen sozialen Raum in der Europäischen Todeszone, da der alte aus dem Vorgänger bekannte Ort zu Beginn zerstört wurde. Auch gibt es in Destiny 2 erneut Patrouillen-Missionen und öffentliche Events, der Fokus liegt aber auf der Erkundung der Welten mit den verschiedenen Städten und dem Besuchen der freundlichen Nicht-Spieler-Charakter mit dessen Nebenaufgaben. Neu im zweiten Teil sind sogenannte „Abenteuer“, bei denen der Spieler auf kurze Missionen durch eine Zone geschickt wird. Ebenso wurde eine Karte eingefügt, auf der die computergesteuerten Charaktere markiert sind. Das Reisesystem wurde dahingehend verbessert, dass der Charakter nicht über den Orbit zu einem anderen Ort reisen muss, sondern seine Reise direkt von seiner Ursprungsposition antreten kann. Eine sich wöchentlich ändernde Zone ist als „Flashpoint“ markiert und bietet die Möglichkeit zusätzlicher Belohnungen.

### Spieler-gegen-Spieler (PvP)
Das Spieler-gegen-Spieler-Umfeld in Destiny 2 bietet Spiele im 6-gegen-6-Modus (vor dem Forsaken Update 4-gegen-4-Modus) und erhöht sich im Vergleich zum ersten Destiny von drei Spielmodi auf sieben. Ein Ausgleichssystem gleicht unterschiedliche Level von Ausrüstungsgegenständen an. Im Spieler-Interface wird die Verfügbarkeit von speziellen Fähigkeiten oder Verstärkungen des Gegners angezeigt. Der Spieler kann zwischen den Spielmodi „Kontrolle“, „Rumble“ (ein 6-Spieler alle-gegen-alle Modus), „Eliminierung“ und „Überleben“ wählen. Zudem steht ein wöchentlich wechselnder Modus zur Verfügung, „Konflikt“, „Hexenkessel“ oder „Showdown“.
Der „Überleben“-Modus dient als Ranglisten-Modus. Hier müssen die Spieler im 3-gegen-3 Format gegeneinander antreten, wobei in jedem Team nur eine gewisse Anzahl an Spielern wiederbelebt wird. Nachdem diese aufgebraucht sind, bleiben besiegte Spieler für den Rest der Runde kampfunfähig. Es wird Bester-aus-7-Runden gespielt.
Beim wöchentlichen „Prüfungen von Osiris“-Event können durch das Spielen und Gewinnen in einer eigenen „Eliminierung“-Playlist besondere Belohnungen gewonnen werden. Durch das Gewinnen von sieben Spielen hintereinander gibt es zusätzlich Extra-Belohnungen. Dieser Modus hieß vor der Überarbeitung vom 28. August 2018 zum 13. März 2019 „Prüfungen der Neun“, wurde 4-gegen-4 gespielt und enthielt die Modi „Überleben“ und „Countdown“.
Mehrmals pro Season findet außerdem das von Lord Saladin moderierte Eisenbanner-Event statt. Dieses dauert eine Woche und bietet einen abgewandelten Kontrolle-Modus, in welchem die Levelausgleichung abgeschaltet ist.

## Entwicklung
Ein Nachfolger zu Destiny wurde bereits im November 2014 erstmals erwähnt. Zwei Monate nach der Veröffentlichung des ersten Teils sagte Eric Hirshberg, Activisions CEO, dass bereits an einem Nachfolger gearbeitet werde. Anfangs wurde der Nachfolger für die Veröffentlichung im September 2016 eingeplant, eine offizielle Bestätigung folgte am 11. Februar 2016. Die Veröffentlichung des Nachfolgers für Microsoft Windows wurde am 30. März 2017 bestätigt.

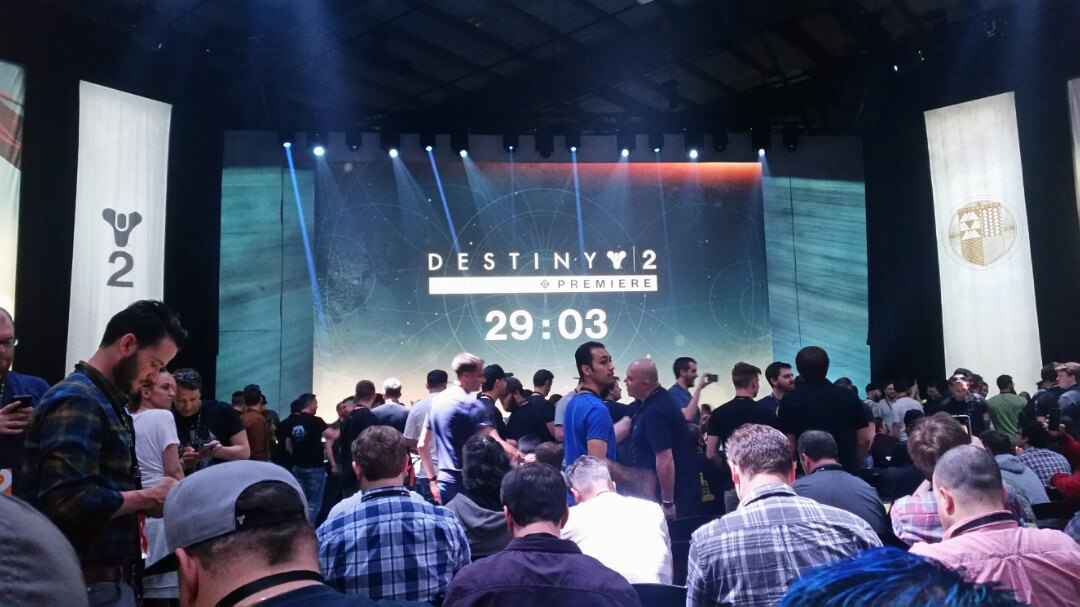
Destiny-2-Präsentation am 18. Mai im Jet Center, Hawthorne, Kalifornien

Am 23. März 2017 erschien ein Werbeposter für den Nachfolger auf Lega Network, welcher den Namen des Spiels, „Destiny 2“, und das Veröffentlichungsdatum für den 8. September 2017 zeigte. Zusätzlich wurde eine offene Betaphase für das Spiel angekündigt. Der Veröffentlichungs-Trailer wurde am 30. März 2017 auf YouTube veröffentlicht. Am 18. Mai 2017 zeigte Bungie ein erstes Gameplay des Spiels über einen Livestream.
Die PC-Version des Spiels soll eine 4K2K-Auflösung mit unbegrenzter Framerate ermöglichen. Zusätzlich soll es Textchat und 21:9-Monitor-Support geben. Für die PlayStation 4 Pro sollen lediglich 4K-Verbesserungen nutzbar sein. Die Konsolenversionen sind, im Unterschied zur PC-Version, auf maximal 30 FPS begrenzt. Destiny 2 hat zudem eine Kombination aus dedizierten Servern und Peer-to-Peer-Netzwerkverbindungen im Einsatz.
Um weitere Einblicke in die Geschichte von Destiny 2 zu erhalten, wurden Artefakte in der virtuellen Spielwelt verteilt, die vom Geist gescannt werden können und weitere Informationen und Hintergrundgeschichten enthalten. Auf der E3 2017 veröffentlichte Bungie einen neuen Cinematic-Trailer, in dem der Antagonist Dominus Ghaul gezeigt wurde. Im Trailer wurde deutlich, dass sich Bungie im Gegensatz zum ersten Teil mehr auf die Tiefe der Geschichte und der Charaktere fokussieren will. Im Trailer wurde das Veröffentlichungsdatum für die Konsolenversion auf den 6. September 2017 und für die PC-Version auf den 24. Oktober 2017 verlegt. Die Early-Access-Betaphase begann für die PlayStation 4 am 18. Juli 2017, gefolgt von der Xbox One am 19. Juli 2017. Die offizielle Betaphase startete am 21. Juli 2017. Vom 29. bis 31. August 2017 fand die Betaphase für die PC-Version statt.

## Veröffentlichung
Destiny 2 wurde weltweit für die PlayStation 4 und die Xbox One am 6. September 2017 veröffentlicht. Am 24. Oktober 2017 wurde anschließend die PC-Version des Spiels veröffentlicht. Das Spiel wird in verschiedenen Versionen angeboten, darunter eine Collector’s Edition, eine Limited Edition und eine Digital Deluxe Edition. Wie beim ersten Teil des Spiels wird ein sogenannter Expansion Pass angeboten, mit dem bereits der Zugriff auf die ersten beiden Erweiterungen gekauft wird, bevor diese erschienen sind. Ebenfalls wie beim ersten Destiny erhalten Spieler frühzeitigen Zugang zur Beta des Spiels, wenn sie dieses vorbestellt haben. Zur Vorbestellung gab es verschiedene Boni, wie zum Beispiel Spielgegenstände oder Figuren. Weitere Figuren und Spielzeug sollen nach dem Start der Konsolenversion veröffentlicht werden. Bevor der Umzug auf Steam erfolgte, wurde die PC-Version exklusiv über den Blizzard-eigenen Client Battle.net zur Verfügung gestellt. Destiny 2 war damit der erste Titel, der nicht von Blizzard selbst entwickelt wurde und im eigenen Shop erhältlich war.

### Trennung von Activision und Bungie
Nach der Trennung von Activision und Bungie wurde angekündigt, dass Destiny 2 nicht mehr länger auf Battle.net angeboten werden wird. Stattdessen ist das Spiel seit dem 1. Oktober 2019 auf Steam verfügbar. Im Zuge dessen wurde der Online-Shooter Free-to-play mit Option auf Erwerb der Erweiterungen Forsaken und der ebenfalls am 1. Oktober 2019 erschienenen Erweiterung Shadowkeep (Festung der Schatten).
Die ersten beiden DLCs „Fluch des Osiris“ und „Kriegsgeist“ wurden kostenlos mit dem Grundspiel auf allen Plattformen zur Verfügung gestellt.
PC-Spieler wurden bis zum 1. Oktober 2019 von Bungie informiert, wie sie ihre Accounts von Battle.net zu Steam übertragen können.

## Rezeption
Destiny 2 wurde zumeist positiv bewertet. Laut Wertungsaggregator Metacritic erreicht das Spiel für Microsoft Windows 83 von 100 Punkten, aufbauend auf 38 Kritiken. Aus 2949 Nutzerbewertungen ergibt sich mit 5,1 aus 10 Punkten eine niedrigere Durchschnittswertung. Im Jahr 2017 belegt Destiny 2 auf der Plattform Platz 3 der am meisten diskutierten Spiele für Microsoft Windows (September 2023). Im Katalog von MobyGames hat der Titel einen „Moby Score“ von 8,1 und hält damit Rang 20 der Spiele für die Xbox One. Basierend auf 28 Kritikermeinungen ergibt sich eine durchschnittliche Bewertung von 82 % (September 2023). Gelobt werden vor allem das gelungene Gameplay, Grafik und Sound. Auf Kritik stößt zum Teil die Geschichte, auch mit Blick auf die Langzeitmotivation müsse sich Destiny 2 erst noch beweisen.

### Kritiken
Im Vergleich zu seinem Vorgänger sei Destiny 2 das bessere Spiel, urteilt Benjamin Schmädig bei 4Players. Das liege unter anderem an der prachtvollen Grafik, der hervorragenden Akustik, den flexiblen Ausrüstungsmöglichkeiten und den abwechslungsreichen Missionszielen. Da das Spiel „ständig wächst“, fehle zeitnah nach der Veröffentlichung allerdings noch Inhalt. Es mangele beispielsweise an Herausforderungen für fortgeschrittene Spieler und Gegnervielfalt. Die Geschichte werde zwar „hübsch inszeniert“, sei aber belanglos und „kaum der Rede wert“.
Destiny 2 zeichne sich durch einen „stimmige[n], abwechslungsreiche[n] Look und tolle Level-Gestaltung“ sowie „mitreißenden Soundtrack“ aus, schreibt Susanne Braun für Gamezone. Allerdings enthalte die überhastete Story erzählerische Schwächen und insbesondere im mittleren Teil stelle sich das Gefühl ein, dass „irgendwie etwas fehlt“. Anfang und Finale der Geschichte seien aber „grandios inszeniert“ und enthielten die „nötige Dramatik“. Destiny 2 habe das Potenzial, seinen Vorgänger zu übertrumpfen, müsse sich langfristig aber erst beweisen.
Dank der hervorragend umgesetzten kooperativen Spielmechanik und der stark inszenierten Erzählung stellt Destiny 2 für Destin Legarie von IGN einen „echten Knaller“ dar. Wie schon der erste Teil biete auch Destiny 2 ein „hochgradig soziales Gameplay und eine lohnende Progression“, lasse anfangs aber noch ein paar Funktionen vermissen. Dabei fielen insbesondere (kleinere) technische Fehler und ein gewisser Mangel an Spielinhalt auf, trotzdem bleibe Legarie gespannt, wie sich das „actiongeladene Universum“ mit der Zeit entwickelt.
Matt Miller hält bei Game Informer fest, Destiny 2 sei ein umfangreiches und lohnendes Spiel, das potenziell Hunderte Stunden Spielspaß biete. Von einigen Kleinigkeiten abgesehen liefere der Entwickler eine fantastische Fortsetzung, die in „ihrer Raffinesse von keinem anderen Entwickler auch nur annähernd erreicht“ werde. Die Grafik falle durchweg „erstaunlich“ aus, die „atemberaubende“ Musik verleihe dem Spiel „emotionale Tiefe“. Mit ihrer Spielmechanik setze Bungie neue Maßstäbe für die Industrie. Die „fesselnde Kampagne“ gehe gekonnt in einen Kreislauf aus Fortschritt, Kooperation und Wettbewerb über. Der Wiederspielwert erscheine hoch, hänge aber auch von den zukünftigen Inhalten ab.

### Verkaufszahlen
Destiny 2 wurde in der ersten Woche über 50.000 mal für die PlayStation 4 in Japan verkauft. Es erreichte dort den ersten Platz der wöchentlichen Verkaufs-Charts für Computerspiele.

### Auszeichnungen
- Gamescom Award, Best Social / Online Game[57]
- E3 Game Critics Award, Best PC Game[58]
- Gamescom Award, Best Add-On/DLC (Forsaken-Erweiterung)[59]
- The Game Awards, Best Community Support, 2019[60]